# 伊藤勝康
伊藤 勝康（いとう かつやす、1943年6月28日 - ）は日本の実業家、公認会計士。リゾートトラスト株式会社創業者。同社代表取締役社長を経て、代表取締役会長。

## 人物
愛知県名古屋市出身。南山高等学校を経て、一橋大学商学部卒業。1972年公認会計士及び不動産鑑定士登録。1973年友人だった伊藤與朗（宝塚コーポレーション社長）とともに、宝塚エンタープライズ（現リゾートトラスト）株式会社を設立し、常務取締役に就任。専務、代表取締役副社長、COO（最高執行責任者）を経て、1999年から代表取締役社長兼COO。2018年、代表取締役会長兼最高経営責任者（CEO）に就任。
1975年からオイルショックにより経営が急速に悪化。大京観光の部長を引き抜くなどし、1980年頃に業界トップとした。1987年、三重県鳥羽市にエクシブ第1号エクシブ鳥羽を開業。エクシブ初島クラブを再建した2000年ころから開発を加速させた。会員の高齢化から始めた検診事業で東京大学医学部附属病院と提携し、同病院内に検診所を設置。また名古屋大学医学部附属病院と再生医療研究の提携を結んだ。2006年にはジョンズ・ホプキンス大学と提携して設立した株式会社東京ミッドタウンメディスン代表取締役に就任。2007年東京ミッドタウンメディカルセンターを開業。
株式会社ハイメディック代代表取締役、株式会社アドバンスト･メディカル･ケア代表取締役、株式会社ウェル・トラスト代表取締役、トラストガーデン株式会社代表取締役なども務める。2009年度から義務付けられた役員報酬の開示制度では、リゾートトラストから1億5200万円の役員報酬を受けていることが公表された。